# Daviesia pubigera
Daviesia pubigera är en ärtväxtart som beskrevs av George Bentham. Daviesia pubigera ingår i släktet Daviesia, och familjen ärtväxter. Inga underarter finns listade i Catalogue of Life.